# Resolución 61 del Consejo de Seguridad de las Naciones Unidas
La Resolución 61 del Consejo de Seguridad de las Naciones Unidas, adoptada el 4 de noviembre de 1948, decidió que la tregua establecida en la Resolución 54 del Consejo de Seguridad de las Naciones Unidas permanecerá en vigor hasta que se logre un ajuste pacífico de la futura situación de Palestina. A tal fin, el Consejo ordenó la retirada de las fuerzas en la zona hasta las posiciones mantenidas el 14 de octubre, autorizando al Mediador en funciones a establecer líneas provisionales más allá de las cuales no se produciría ningún movimiento de tropas. El Consejo también decretó que las zonas neutrales se establecerán mediante negociaciones entre las partes o, en su defecto, por decisión del Mediador interino.
En la resolución también se designó un comité integrado por los cinco miembros permanentes del Consejo, junto con Bélgica y Colombia, para que asesorara al Mediador interino y, en caso de que una o ambas partes no cumplieran con la resolución, asesorara al Consejo sobre las medidas adicionales que sería conveniente adoptar en virtud del Capítulo VII de la Carta.
La resolución fue adoptada con nueve votos y uno en contra (RSS de Ucrania), mientras que la Unión Soviética se abstuvo.